# Vladimir Hachinski
Vladimir Hachinski (né en 1941 à Jytomyr) est un neurologue canadien, chercheur et enseignant à l'Université de Western Ontario (Canada).

## Biographie
Né en Ukraine, il suit sa famille qui quitte le pays natal, en 1954,  pour émigrer au Venezuela, où il reste peu de temps. Ensuite il gagne le Canada. Vladimir a alors 17 ans, il ne connaissait, à cette époque, que 727 mots d'anglais, a-t-il déclaré. Il fait ses études médicales à Toronto et ses premières publications sur les troubles cognitifs, consécutifs à des accidents vasculaires cérébraux, font, de lui, un des plus éminents neurologues.
Hachinski, diplômé de l'Université de Toronto en 1966, consacre ses travaux sur les troubles du comportement et les troubles cognitifs.
C'est un expert international sur la prévention des accidents vasculaires cérébraux, il présente les concepts et les conditions d'apparition de la leucoaraiose. Il a présenté de nombreuses publications pour Annals of Neurology, The Lancet, Brain Research, Canadian Medical Association Journal, Journal of the American Medical Association (JAMA) et a contribué à plus de 500 chapitres de livres, articles scientifiques, éditoriaux.
Il crée le terme « attaque cérébrale » (stroke, en anglais), pour sensibiliser davantage, le corps médical et le public, à l'urgence de prise en charge thérapeutique des accidents vasculaires cérébraux. 
En 2008, il est honoré, par le Canada, avec une nomination à titre de membre de l'Ordre du Canada, plus haute distinction du pays : « Pour sa contribution au domaine de la neurologie, notamment à titre de spécialiste et de chercheur dans le domaine des accidents cérébro-vasculaires et de la démence. » Il a reçu en 2020 le Prix F.N.G.-Starr de l'Association médicale canadienne.

## Publications
- Hachinski VC, Lassen NA, Marshall J: Multi-infarct dementia: a cause of mental deterioration in the elderly. Lancet 2: 207-209, 1974
- Di Legge S, Beletsky V, Jain V, Hachinski V. CT assessment of conjugate eye deviation in acute stroke. Neurology. 2004 Feb 10;62(3):523.
- Hachinski V. Advances in stroke 2003: introduction.Stroke. 2004 Feb;35(2):341.
- Di Legge S, Spence JD, Tamayo A, Hachinski V.Serum potassium level and dietary potassium intake as risk factors for stroke.Neurology. 2003 Jun 10;60(11):1870.
- Algra A, Gates PC, Fox AJ, Hachinski V, Barnett HJ; North American Symptomatic Carotid Endarterectomy Trial Group. Side of brain infarction and long-term risk of sudden death in patients with symptomatic carotid disease.Stroke. 2003 Dec;34(12):2871-5. Epub 2003 Nov 20.
- Hachinski V. Vascular behavioral and cognitive disorders.Stroke. 2003 Dec;34(12):2775. Epub 2003 Nov 20.
- Di Legge S, Hachinski V. Prospects for prevention and treatment of vascular cognitive impairment.Curr Opin Investig Drugs. 2003 Sep;4(9):1082-7. Review.
- Foell RB, Silver B, Merino JG, Wong EH, Demaerschalk BM, Poncha F, Tamayo A, Hachinski V. Effects of thrombolysis for acute stroke in patients with pre-existing disability.CMAJ. 2003 Aug 5;169(3):193-7.
- Streifler JY, Eliasziw M, Benavente OR, Alamowitch S, Fox AJ, Hachinski V, Barnett HJ; North American Symptomatic Carotid Endarterectomy Trial Group. Development and progression of leukoaraiosis in patients with brain ischemia and carotid artery disease.Stroke. 2003 Aug;34(8):1913-6. Epub 2003 Jul 17.
- Cheung RT, Hachinski V. Cardiac rhythm disorders and muscle changes with cerebral lesions. Adv Neurol. 2003;92:213-20. Review.
- Young TK, Hachinski V. The population approach to stroke prevention: a Canadian perspective. Clin Invest Med. 2003 Apr;26(2):78-86.